# シャーンタラクシタ

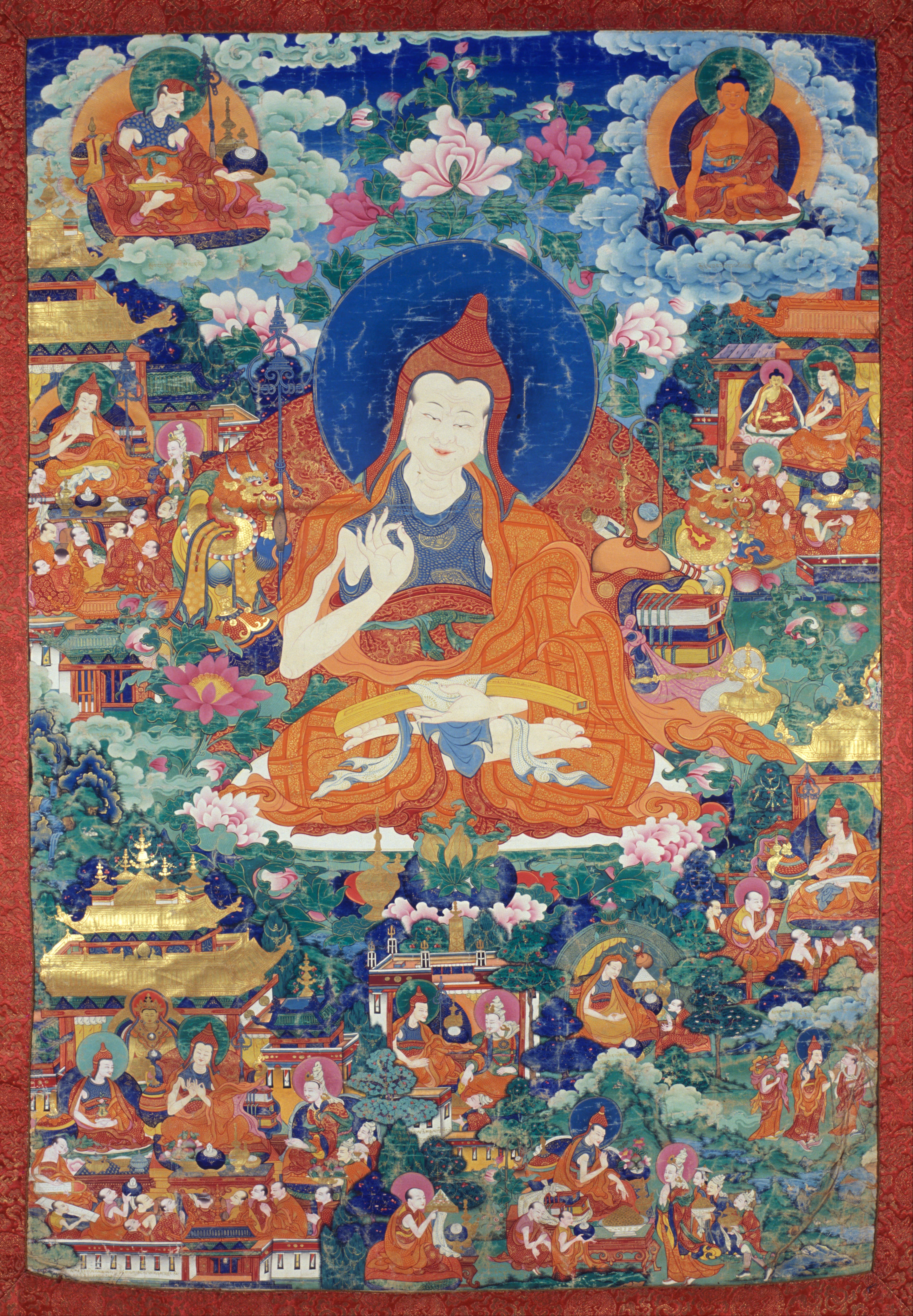
シャーンタラクシタを描いた19世紀の絵画

シャーンタラクシタ（梵: Śāntarakṣita、蔵: zhi ba tsho、?-787年頃、漢訳名：寂護、じゃくご）は、ナーランダ大僧院に所属していたインドの大乗仏教・中観派の僧。
チベットに初めてサンガが設立された際の授戒者となったことで知られ、パドマサンバヴァ（蓮華生）と並ぶ、事実上のチベット仏教の始祖である。
龍樹の興した中観派の中では唯識派に近接して行った自立論証派（スヴァータントリカ派）に分類される。中観・唯識両派の調和を図ったその見解は『中観荘厳頌』に纏められ、広い学識は『真理綱要』に示されている。

## 生涯
ザホル国の王子として生まれ、ジュニャーナガルバについて出家した。
761年に仏教の本格的導入を決めたティソン・デツェン王に招かれて吐蕃に入るが、ポン教徒の抵抗で一旦ネパールに戻る。その後、771年頃に再び吐蕃に入り、パドマサンバヴァ（蓮華生大師）と協力して775年にサムイェー寺の定礎を作った。
本堂が完成した779年には、インドのナーランダ僧院から説一切有部の僧を招いて、6人の僧に戒律を授けて教団（僧伽：サンガ）を創設し、同時に訳経事業のためサンスクリット語を教え始めた。また、787年にはサムイェー寺の落慶法要を営み、やがて来るべきサムイェー寺の宗論を予言して没した。

## 著作
- 『中観荘厳論』(梵: Madhyamakālaṃkāra, 蔵: dbu ma rgyan)
- 『真理綱要』(梵: Tattvasaṅgraha)
- 『二諦分別論細疏』(梵: Satyadvayavibhaṅgapañjikā)